# Saint John Figtree
Saint John Figtree is een van de veertien parishes van Saint Kitts en Nevis. Het ligt op het eiland Nevis en de hoofdstad is Figtree. In de parish bevindt zich het dorp met warmwaterbronnen, en de Nevis Botanical Gardens.

## Bath
Bath is een dorp ten zuiden van de hoofdplaats Charlestown. Het is bekend van zijn warmwaterbronnen. In 1778 werd door John Huggins het Bath Hotel gebouwd als eerste hotel van het eiland. Het hotel diende als kuuroord en werd bezocht door de international elite. In 1940 werd het hotel gesloten, en worden de gebouwen door de overheid van Nevis gebruikt. De warmwaterbronnen op het hotel terrein zijn te bezichtigen en te gebruiken. Er zijn vijf baden met een temperatuur tussen de 40 en 42 °C.

## Fort Charles
Fort Charles bevindt zich aan de kust bij Bath. Het fort was in de jaren 1630 gebouwd om Charlestown en de haven te verdedigen. In het midden van 17e eeuw waren er 26 kannon geplaatst in fort. Het fort kon niet voorkomen dat Nevis tussen 1782 en 1784 door de Fransen werd veroverd. Aan het eind van de 19e eeuw werd het fort verlaten, en de ruïnes van het arsenaal en het wachthuis zijn overgebleven.

## Saint John's Figtree Parish Church
Saint John's Figtree Parish Church is een Anglicaanse kerk in het dorp Church Ground. De kerk werd in 1680 gebouwd ter vervanging van een houten kerk. De kerk bevat een kopie van de trouwakte van Horatio Nelson met Frances Nisbet. Het huwelijk was voltrokken onder een kapokboom op de plantage Montpelier Estate.

## Montpelier Estate en Nevis Botanical Gardens

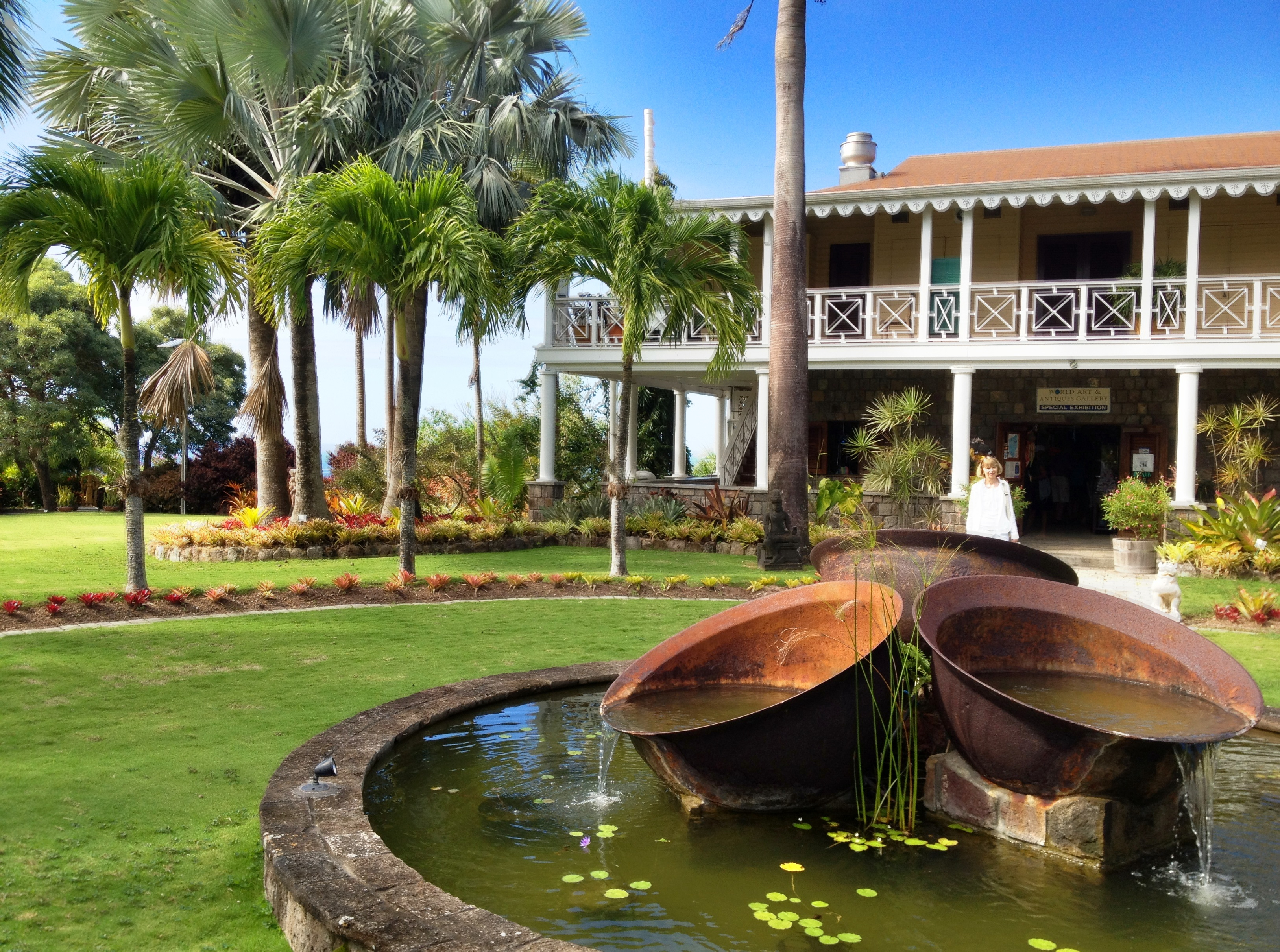
Suikerketels in een fontein in Nevis Botanical Gardens

Montpelier Estate was een suikerrietplantage uit 1687. De plantage bevindt zich op een heuvel van ongeveer 230 meter hoogte, en heeft een uitzicht over de oceaan. In 1960 werd de plantage omgebouwd tot een luxueus hotel.
In 1998, werd een gedeelte van de voormalige plantage ingericht als Nevis Botanical Gardens, een botanische tuin volgens het model van Kew Gardens in Londen. Er zijn cactustuinen, een rozentuin, meer dan 100 soorten palmbomen, en een orchideeëncollectie. De tropische regenwoudkassen bevatten vele planten uit het Caraïbisch gebied en zijn gestyleerd als een Mayatempel.

## Galerij

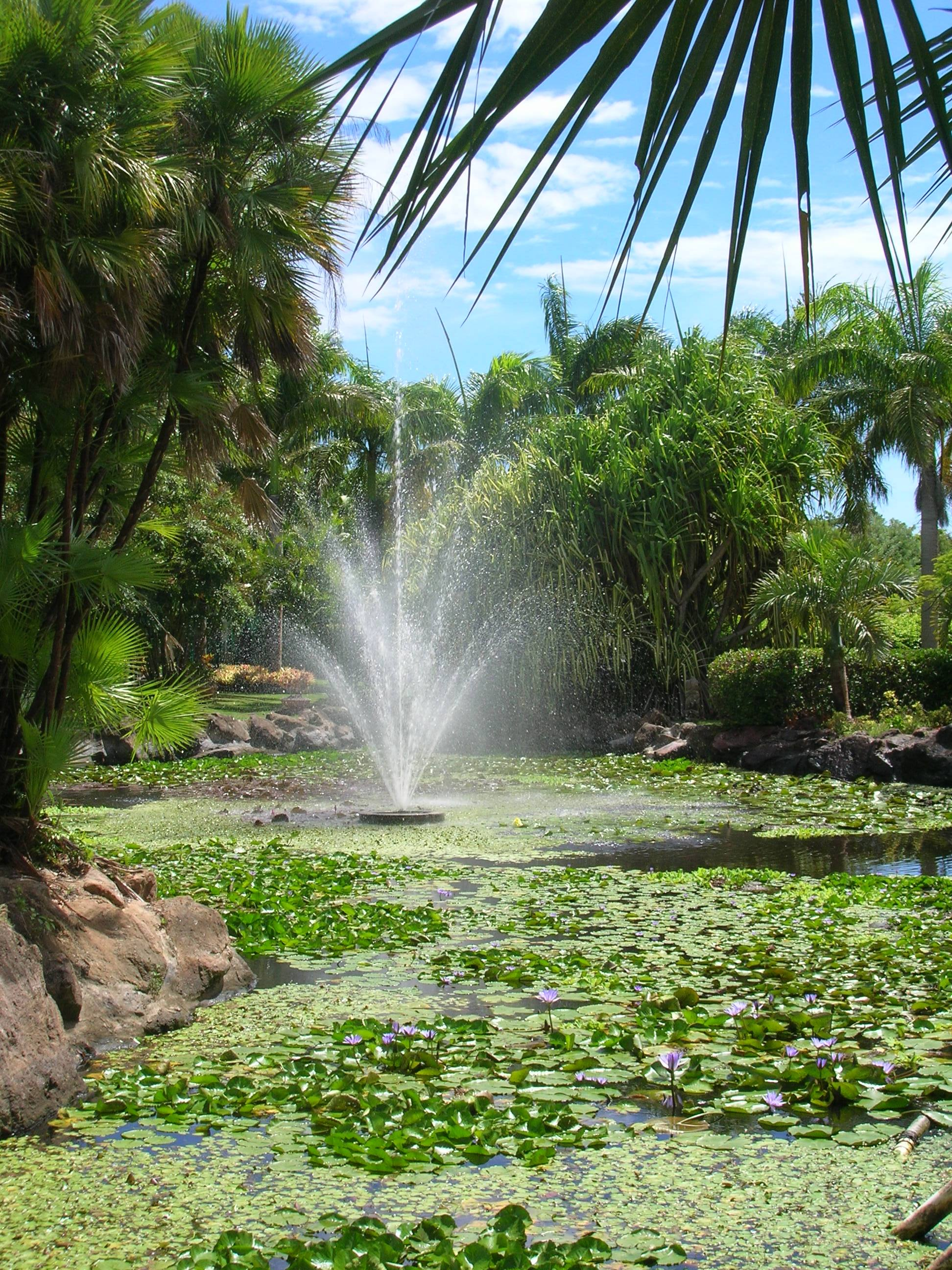
Nevis Botanical Gardens
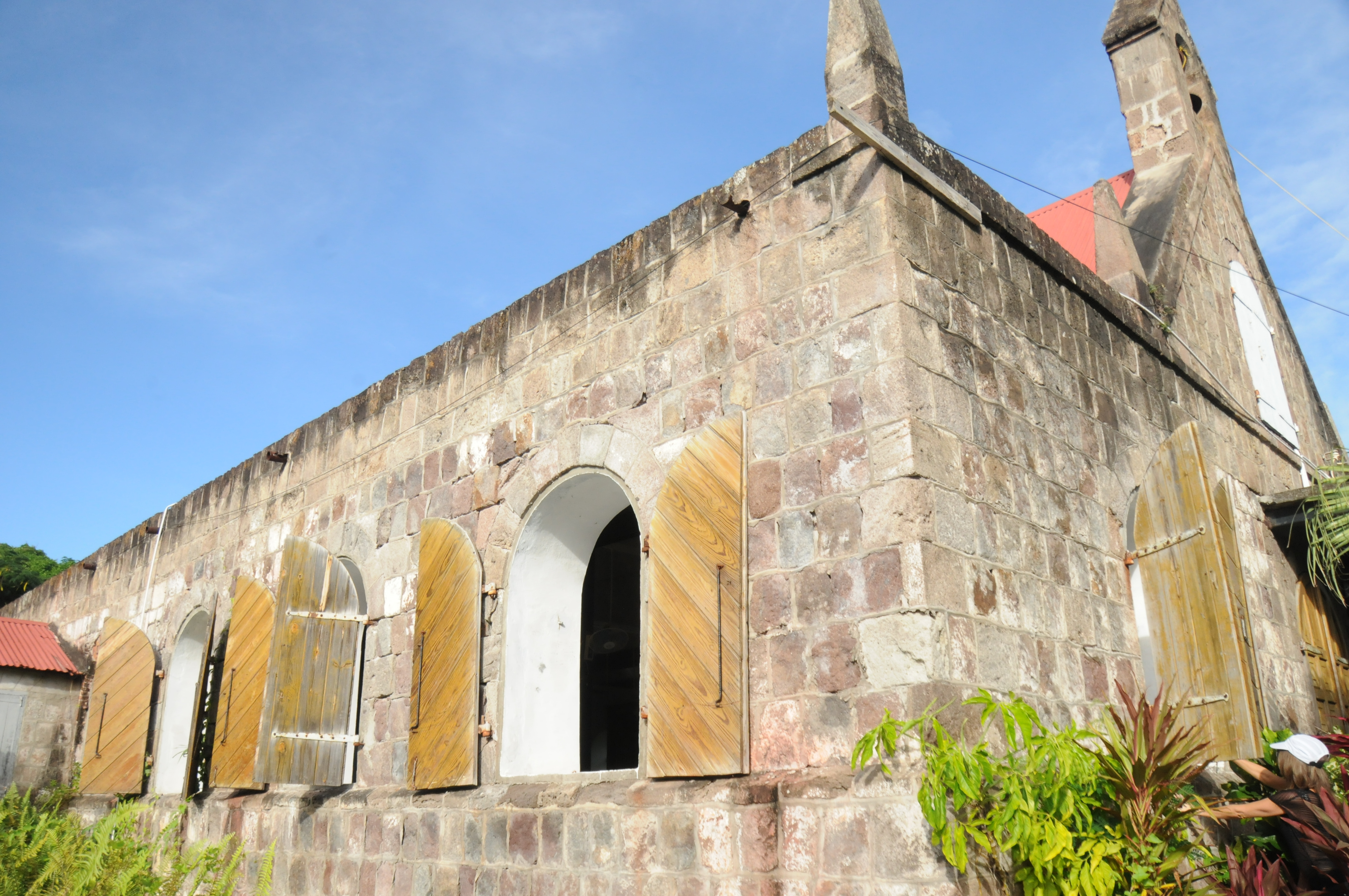
Saint John's Figtree Parish Church
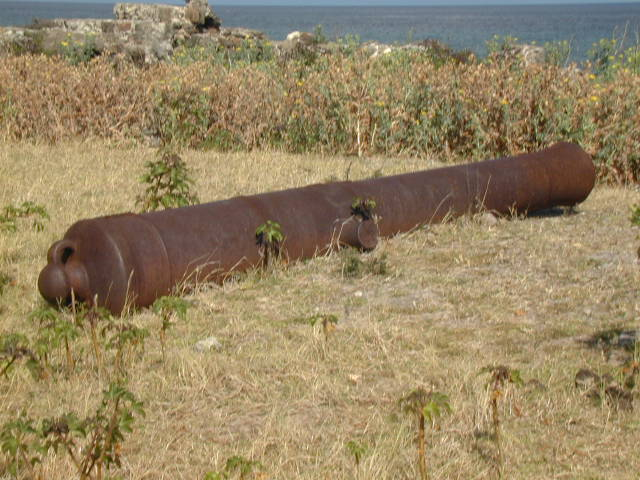
Kanon in Fort Charles
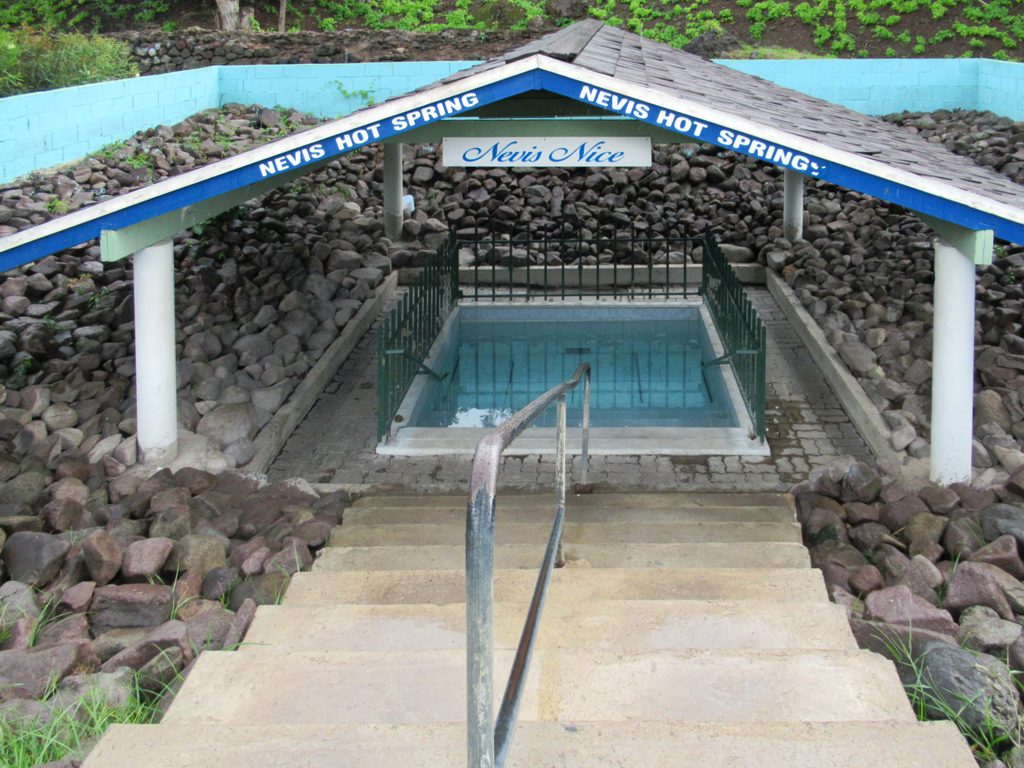
Warmwaterbron

Saint Kitts: Christ Church Nichola Town · Saint Anne Sandy Point · Saint George Basseterre · Saint John Capisterre · Saint Mary Cayon · Saint Paul Capisterre · Saint Peter Basseterre · Saint Thomas Middle Island · Trinity Palmetto Point

Nevis: Saint George Gingerland · Saint James Windward · Saint John Figtree · Saint Paul Charlestown · Saint Thomas Lowland